# 멀리사 고르가
멀리사 고르가(Melissa Gorga, 1979년 3월 21일 ~ )는 미국의 방송 유명인, 가수, 디자이너이다. 리얼리티 프로그램 "더 리얼 와이브즈 오브 뉴저지"(The Real Housewives of New Jersey)를 통해 이름을 알렸다.